# Senpukan
Le Sempukan (泉布観) est un bâtiment historique à Osaka, au Japon. Il servait de maison d'hôtes pour la Monnaie du Japon. Conçu par Thomas Waters en 1871, il est le plus ancien bâtiment de style occidental de la ville. L'empereur Meiji a séjourné au Sempukan lors de sa visite à Osaka en 1872.

## Architecture
Utilisant des matériaux locaux et des briques, le bâtiment a été construit dans le style « véranda coloniale. » Les piliers en granit à l'extérieur sont de style toscan. À l'intérieur, le bâtiment est magnifiquement décoré, avec de hauts plafonds et des lustres. Il est équipé avec des toilettes de style occidental qui utilisent l'eau courante pour le rinçage. Toutes les chambres du deuxième étage sont équipées avec leur propre cheminée, et une salle du trône a été construite pour accueillir l'empereur et les autres membres de la famille impériale au cours de leurs visites.

## État actuel
En raison de son âge et de son état de dégradation, le Sempukan est actuellement[Quand ?] en cours de rénovation et fermé au public.